# Brooklyn (film)
Brooklyn (v anglickém originále Brooklyn) je britské, kanadské a irské romantické drama z roku 2015. Režie se ujal John Crowley a scénáře Nick Hornby. Snímek byl inspirován stejnojmenným románem od Colma Tóibína. Hlavní role hrají Saoirse Ronan, Emory Cohen, Domhnall Gleeson, Jim Broadbent a Julie Waltersová.
Film měl premiéru na Filmovém festivalu Sundance 26. ledna 2015. Do kin byl uveden 4. listopadu 2015 ve Spojených státech a 6. listopadu 2015 ve Spojeném království. Film získal nominace na Oscara v kategoriích nejlepší film, nejlepší herečka a nejlepší adaptovaný scénář.

## Obsazení
| Saoirse Ronan       | Eilis Lacey             |
| Emory Cohen         | Anthony “Tony” Fiorello |
| Domhnall Gleeson    | Jim Farrell             |
| Jim Broadbent       | otec Flood              |
| Julie Waltersová    | Madge Kehoe             |
| Brid Brennan        | slečna Kelly            |
| Eva Birthistle      | Georgina                |
| Fiona Glascott      | Rose Lacey              |
| Jessica Paré        | slečna Fortini          |
| Emily Bett Rickards | Patty McGuire           |
| Nora-Jane Noone     | Sheila                  |
| Jane Brennan        | Mary Lacey              |
| Paulino Nunes       | pan Fiorello            |

## Přijetí
Film vydělal přes 38 milionů dolarů v Severní Americe a přes 23 milionů dolarů v ostatních oblastech, celkově tak vydělal 62,1 milionů dolarů po celém světě. Rozpočet filmu činil 11 milionů dolarů.